# هاروکا ناکاگاوا
هاروکا ناکاگاوا (انگلیسی: Haruka Nakagawa؛ زادهٔ ۱۰ فوریهٔ ۱۹۹۲) خواننده، رقصنده و بازیگر ژاپنی است.